# Kevin Miranda
Kevin Miranda, né le 28 mars 1987 à Drancy (Seine-Saint-Denis), est un acteur et entrepreneur français d'origine portugaise. Il est également un ancien candidat d'émissions de téléréalité.
Il entre en politique en 2017, en adhérant à l'UPR.

## Biographie

### Carrière artistique
Il commence à participer à des castings dès l'âge de 9 ans et décroche sa première publicité télévisée à l'âge de 10 ans, en 1997. En 1998 et 1999, il obtient de petits rôles à la télévision notamment dans les séries de TF1 Une femme d'honneur et Navarro ainsi qu'au cinéma avant d'obtenir le premier rôle du téléfilm Les P'tits Gars Ladouceur en 2001. Il met entre parenthèses ses castings après avoir tourné dans le long-métrage Chemins de traverse de Manuel Poirier sorti en 2004. Il reprend une vie d'adolescent normal et fait notamment l'apprentissage des langues.
En 2010, il fait le choix de la télé-réalité pour relancer sa carrière. Il participe à Dilemme, une émission d'enfermement de la chaîne W9, et produite par Alexia Laroche-Joubert, qui confronte ses candidats à différents dilemmes ; il termine à la deuxième place.
En 2011, il s'envole pour New York afin de participer à l'émission de NRJ 12 Les Anges de la téléréalité 3 : I love New York avec l'objectif de devenir... comédien. La même année, il pose pour le calendrier dénudé de Clara Morgane au profit de l’association Meganora. En 2011-2012, il tourne dans des films gay : le court-métrage Consentement et le long-métrage La Rue des mauvais garçons.
De 2012 à 2015, il incarne le héros Kevin Mirez, un ancien escort voulant devenir acteur, dans les quatre saisons de la série de réalité scénarisée Hollywood Girls sur NRJ12.
Après avoir joué au théâtre dans Bonjour ivresse ! en 2013 et Un cœur en herbe en 2013 et 2014, il incarne, en 2015, un membre d'un boys band sur le retour dans la pièce Revenir un jour au théâtre Les Feux de la Rampe. De 2015 à 2018, il signe son retour dans la pièce Bonjour ivresse !.
Depuis février 2015, il fait partie du groupe Radio VL où il est  chroniqueur dans l'émission Réveil Médias présentée par Nicolas Nadaud.
En 2016, il incarne Lucas dans l'épisode 3 de la saison 1 de la web série humoristique Une fois pas 2 créée par Virgilia Giambruno. La même année, il apparait dans un épisode de la série télévisée À votre service créée et réalisée par Florian Hessique. Celui-ci le fait tourner, en 2018, dans le film La Légende dans lequel il joue un basketteur. En 2022, il interprète Dominique dans la série Les Mystères de l'amour sur TMC.

### Entrepreneuriat
En parallèle de ses activités artistiques, Kevin Miranda devient entrepreneur et ouvre en 2015 un nail bar La French dans le 5e arrondissement de Paris[réf. nécessaire].

### Politique
En 2017, il adhère à l'Union populaire républicaine (UPR), le parti de François Asselineau, et officie depuis 2019 sur la chaîne UPR TV notamment comme présentateur de la revue de presse. Il est présent sur la liste Ensemble pour le Frexit de l'UPR aux élections européennes de mai 2019, figurant en 27e position sur 79 candidats. Avec 1,17 % des voix, la liste n'obtient aucun député européen[réf. nécessaire].

## Filmographie

### Cinéma
- 2004 : Chemins de traverse de Manuel Poirier : Félix[4]
- 2011 : Consentement de Cyril Legann : le garçon à la cloche[7]
- 2012 : La Rue des mauvais garçons (Bad Boy Street) de Todd Verow : Brad[8]
- 2017 : Vénéneuses de Jean-Pierre Mocky
- 2018 : La Légende de Florian Hessique : Charles Brouard

### Télévision

#### Téléfilms
- 1998 : À fleur de peau
- 1998 : Maintenant et pour toujours de Joël Santoni et Daniel Vigne : Paul
- 2001 : Roger et Fred de Joyce Buñuel
- 2001 : Les P'tits Gars Ladouceur de Luc Béraud : Vivi

#### Séries télévisées
- 1999 : Une femme d'honneur (saison 3, épisode 1 : Bébés volés) : Manu
- 1999 : Navarro (saison 11, épisode 4 : Avec les loups) : le jeune garçon
- 2012-2015 : Hollywood Girls (saisons 1 à 4) : Kevin Mirez
- 2016 : À votre service (saison 3, épisode 23 : Karaté driver) : un client
- 2022 : Les Mystères de l'amour : Dominique

### Web série
- 2016 : Une fois pas 2 (saison 1, épisode 3 : Spermettez-moi) : Lucas

## Théâtre
- 2013-2014: Un cœur en herbe de Christophe Botti, mise en scène de Silas Van H : Olivier[9]
- 2013 -2018 : Bonjour ivresse ! de Frank Le Hen[10], mise en scène de Frank Le Hen et Christine Hadida : Raphaël
- 2015 : Revenir un jour de Olivier Macé et Franck Le Hen.

## Télé-réalité
- 2010 : Dilemme sur W9
- 2011 : Les Anges de la réalité 3 : I love New York sur NRJ 12
- 2015 : Les Vacances des anges (saison 1 : All Stars) sur NRJ 12
- 2017 : La Summer Class sur NRJ 12